# Embalse de Rhenosterkop
El embalse de Rhenosterkop se encuentra en el río Elands, afluente del río Olifants, en Sudáfrica, en la provincia de Mpumalanga. La presa tiene 36 m de altura y una longitud de 515 m. El embalse tiene una superficie de 36, 2 km2 y un volumen de agua de 206 millones de m3.
El embalse, construido en 1984, se usa para abastecer de agua a los municipios y las industrias. Junto a él se encuentra la Reserva natural de Mkhombo, de 110 km2.La presa tiene cierta fama por la pesca.